# ВИА «Севиль»
Вокально-инструментальный ансамбль «Севиль» — азербайджанский ансамбль 70-х годов 20 века.

## История
Ансамбль был создан известным советским азербайджанским джазовым композитором и пианистом Вагифом Мустафа-заде на базе Гостелерадио Азербайджана 1 ноября 1971 года. Первое выступление на ТВ — 31 декабря 1971 года. Продюсером и менеджером ансамбля была одна из солисток коллектива Эльза Мустафа-заде (Бандзеладзе).
Яркому оригинальному звучанию ансамбля способствовали интересные аранжировки его руководителя. Даже старые, давно знакомые мелодии звучали в обработке В. Мустафа-заде свежо, оригинально. В своей творческой практике ансамбль "Севиль" тонко претворял богатейшие традиции азербайджанского народного музицирования, органически сочетая их с современными тому времени исполнительскими приемами.
Ансамбль распался летом 1977 года.
В 10-х годах 21 века был образован новый ансамбль «Севиль», главным композитором стала Рена Талибова.

## Участники
Садагят Дадашева, Севиль Аллахвердиева, Эльза Мустафа-заде, Рена Талибова, Диляра Джахангирова.

## Репертуар
В репертуаре были музыка Вагифа Мустафазаде, слова Рены Талибовой.
Были и исключения — музыка Джахангира Джахангирова и Октая Раджабова.